# Лопата, Василий Иванович
Василий Иванович Лопа́та (укр. Лопата Василь Іванович; род. 1941) — украинский художник и писатель. Народный художник Украины (2001).

## Биография
Родился 28 апреля 1941 года на Черниговщине. Художественное образование получил в Киевском государственном художественном институте, который окончил в 1970 году, учитель — профессор Касиян В. И. Два года работал в творческой мастерской при Академии художеств (педагог Дерегус М.) С 1971 года член Национального союза художников Украины. В 2006 году принят в члены Национального союза писателей Украины.
Много и плодотворно занимался графикой.

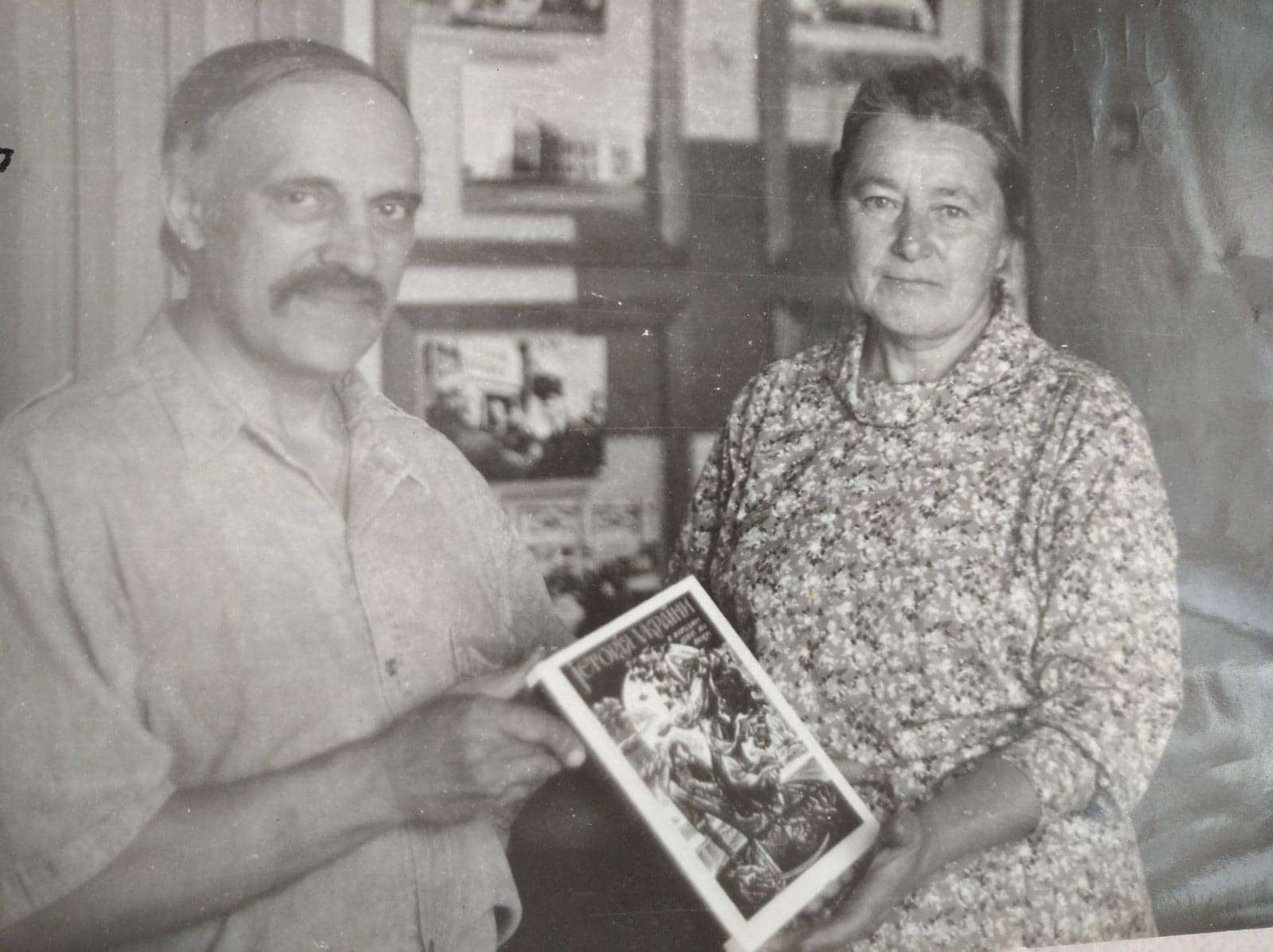
Василий Лопата дарит свою работу народному историко-краеведческому музею в селе Козары Носовского района Черниговщины. В этом селе, в семье брата Андрея провела последние годы жизни их мать. Справа — директор и основательница музея Лидия Харченко.

Произведения художника хранят Национальный музей в Киеве, музеи Чернигова, Полтавы, Днепропетровска, Сум. Часть работ хранится в Библиотеке Конгресса США в Вашингтоне, в Украинском музее города Нью-Йорк, Музее при Украинском католическом университете в городе Рим, в ГТГ, музее-квартире А. С. Пушкина в Санкт-Петербурге, в частных собраниях России, Великобритании, Канады, США.

## Оформление банкнот независимой Украины

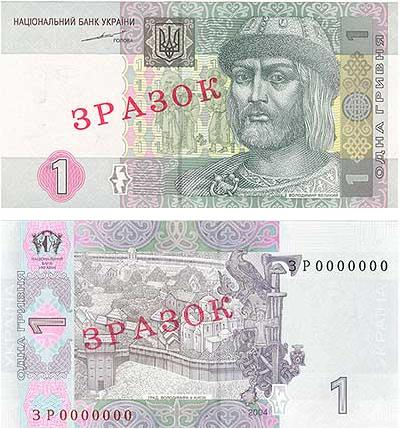
Одна гривна. худ Василий Лопата

Художник участвовал в создании банкнот Украины, им были выполнены портреты исторических деятелей, памятники архитектуры страны и её пейзажи. Он же оформил украинский и дипломатический паспорта в 1991—1993 годах.

## Литературная деятельность
Василий Иванович — автор книг:
- «Надежды и разочарования или Метаморфозы гривны», изд."Дніпро", 2000 укр.яз.
- «Где-то на дне моего сердца», «Дніпро», 2001, автобиографическая пос\весть, укр.яз.
- «Дорогу свою укажи мне, Господь», «Анна-Т», 2005 укр.яз.

## Награды и премии
- Орден «Знак Почёта» (1982).
- Народный художник Украины (2001)[1].
- Заслуженный художник Украинской ССР (1979).
- Национальная премия Украины имени Тараса Шевченко (1993) — за иллюстрации к «Кобзарю» Т. Г. Шевченко.